# Calydna carneia
Calydna carneia is een vlindersoort uit de familie van de prachtvlinders (Riodinidae), onderfamilie Riodininae.
Calydna carneia werd in 1859 beschreven door Hewitson.